# Mihail Latișev
Mihail Latișev (n. 20 noiembrie 2003, Bălți, municipiul Bălți, Republica Moldova) este un judocan din Repulica Moldova.

## Carieră
Sportivul s-a apucat de judo la vârsta de șase ani. În anul 2022 a câștigat medalia de aur în categoria de 81 kg la Campionatul Mondial de Juniori ce s-a desfășurat în Ecuador.
În 2024 a câștigat turneul de la Marrakesh. Astfel s-a calificat la Jocurile Olimpice. La Paris a fost învins de campionul mondial en-titre Tato Grigalașvili în primul tur.